# 500 kilomètres de Monza FIA GT 2003
Navigation
Édition précédente Édition suivante
Les 500 kilomètres de Monza 2003 FIA GT, disputées le 19 octobre 2003 sur le circuit de Monza, sont la dixième et dernière manche du championnat FIA GT 2003.

## Course

### Classement de la course
| Pos.   | Catégorie | N° | Écurie                                    | Pilotes                                                        | Châssis                     | Pneus | Tours/Abandon |
| Pos.   | Catégorie | N° | Écurie                                    | Pilotes                                                        | Moteur                      | Pneus | Tours/Abandon |
| ------ | --------- | -- | ----------------------------------------- | -------------------------------------------------------------- | --------------------------- | ----- | ------------- |
| 1      | GT        | 22 | BMS Scuderia Italia                       | Fabrizio Gollin Luca Cappellari                                | Ferrari 550-GTS Maranello   | M     | 87            |
| 1      | GT        | 22 | BMS Scuderia Italia                       | Fabrizio Gollin Luca Cappellari                                | Ferrari 5.9L V12            | M     | 87            |
| 2      | GT        | 21 | Care Racing BMS Scuderia Italia           | Stefano Livio Lilian Bryner Enzo Calderari                     | Ferrari 550-GTS Maranello   | M     | 87            |
| 2      | GT        | 21 | Care Racing BMS Scuderia Italia           | Stefano Livio Lilian Bryner Enzo Calderari                     | Ferrari 5.9L V12            | M     | 87            |
| 3      | GT        | 14 | Lister Storm Racing                       | Jamie Campbell-Walter Nathan Kinch                             | Lister Storm                | D     | 87            |
| 3      | GT        | 14 | Lister Storm Racing                       | Jamie Campbell-Walter Nathan Kinch                             | Jaguar 7.0L V12             | D     | 87            |
| 4      | GT        | 9  | JMB Racing                                | Philipp Peter Fabio Babini                                     | Ferrari 575-GTC Maranello   | P     | 86            |
| 4      | GT        | 9  | JMB Racing                                | Philipp Peter Fabio Babini                                     | Ferrari 6.0L V12            | P     | 86            |
| 5      | GT        | 10 | JMB Racing                                | Boris Derichebourg Christian Pescatori                         | Ferrari 575-GTC Maranello   | P     | 86            |
| 5      | GT        | 10 | JMB Racing                                | Boris Derichebourg Christian Pescatori                         | Ferrari 6.0L V12            | P     | 86            |
| 6      | GT        | 23 | BMS Scuderia Italia                       | Matteo Bobbi Thomas Biagi                                      | Ferrari 550-GTS Maranello   | M     | 86            |
| 6      | GT        | 23 | BMS Scuderia Italia                       | Matteo Bobbi Thomas Biagi                                      | Ferrari 5.9L V12            | M     | 86            |
| 7      | GT        | 15 | Lister Storm Racing                       | Andrea Piccini Gabriele Lancieri David Sterckx                 | Lister Storm                | D     | 86            |
| 7      | GT        | 15 | Lister Storm Racing                       | Andrea Piccini Gabriele Lancieri David Sterckx                 | Jaguar 7.0L V12             | D     | 86            |
| 8      | GT        | 6  | Creation Autosportif                      | Bobby Verdon-Roe Marco Zadra                                   | Lister Storm                | D     | 86            |
| 8      | GT        | 6  | Creation Autosportif                      | Bobby Verdon-Roe Marco Zadra                                   | Jaguar 7.0L V12             | D     | 86            |
| 9      | N-GT      | 52 | JMB Racing                                | Andrea Bertolini Fabrizio de Simone                            | Ferrari 360 Modena GT       | P     | 83            |
| 9      | N-GT      | 52 | JMB Racing                                | Andrea Bertolini Fabrizio de Simone                            | Ferrari 3.6L V8             | P     | 83            |
| 10     | N-GT      | 50 | Freisinger Motorsport                     | Marc Lieb Stéphane Ortelli                                     | Porsche 911 GT3-RS          | D     | 82            |
| 10     | N-GT      | 50 | Freisinger Motorsport                     | Marc Lieb Stéphane Ortelli                                     | Porsche 3.6L Flat-6         | D     | 82            |
| 11     | N-GT      | 74 | Team Eurotech                             | Mike Jordan Rob Barff                                          | Porsche 911 GT3-RS          | D     | 82            |
| 11     | N-GT      | 74 | Team Eurotech                             | Mike Jordan Rob Barff                                          | Porsche 3.6L Flat-6         | D     | 82            |
| 12     | N-GT      | 85 | JVG Racing                                | Ian Khan Mark Mayall Michel Neugarten                          | Porsche 911 GT3-R           | P     | 81            |
| 12     | N-GT      | 85 | JVG Racing                                | Ian Khan Mark Mayall Michel Neugarten                          | Porsche 3.6L Flat-6         | P     | 81            |
| 13     | N-GT      | 67 | Autorlando Sport                          | Marco Spinelli Gabriele Sabatini                               | Porsche 911 GT3-RS          | P     | 81            |
| 13     | N-GT      | 67 | Autorlando Sport                          | Marco Spinelli Gabriele Sabatini                               | Porsche 3.6L Flat-6         | P     | 81            |
| 14     | N-GT      | 77 | RWS Yukos Motorsport                      | Nikolai Fomenko Alexey Vasilyev                                | Porsche 911 GT3-RS          | P     | 80            |
| 14     | N-GT      | 77 | RWS Yukos Motorsport                      | Nikolai Fomenko Alexey Vasilyev                                | Porsche 3.6L Flat-6         | P     | 80            |
| 15     | N-GT      | 53 | JMB Racing                                | Peter Kutemann Antoine Gosse                                   | Ferrari 360 Modena N-GT     | P     | 79            |
| 15     | N-GT      | 53 | JMB Racing                                | Peter Kutemann Antoine Gosse                                   | Ferrari 3.6L V8             | P     | 79            |
| 16     | GT        | 38 | Alda Motorsport                           | Maciej Stanco Mauro Casadei Moreno Soli                        | Porsche 911 GT2             | D     | 79            |
| 16     | GT        | 38 | Alda Motorsport                           | Maciej Stanco Mauro Casadei Moreno Soli                        | Porsche 3.8L Turbo Flat-6   | D     | 79            |
| 17     | GT        | 7  | Graham Nash Motorsport                    | Mike Newton Thomas Erdos                                       | Saleen S7-R                 | D     | 78            |
| 17     | GT        | 7  | Graham Nash Motorsport                    | Mike Newton Thomas Erdos                                       | Ford 7.0L V8                | D     | 78            |
| 18     | N-GT      | 69 | Proton Competition                        | Christian Ried Gerold Ried Maciej Marcinkiewicz                | Porsche 911 GT3-RS          | D     | 78            |
| 18     | N-GT      | 69 | Proton Competition                        | Christian Ried Gerold Ried Maciej Marcinkiewicz                | Porsche 3.6L Flat-6         | D     | 78            |
| 19     | N-GT      | 88 | Team Maranello Concessionaires            | Darren Turner Jamie Davies                                     | Ferrari 360 Modena N-GT     | D     | 77            |
| 19     | N-GT      | 88 | Team Maranello Concessionaires            | Darren Turner Jamie Davies                                     | Ferrari 3.6L V8             | D     | 77            |
| 20     | N-GT      | 51 | Freisinger Motorsport                     | Bert Longin Gabriele Gardel                                    | Porsche 911 GT3-RS          | D     | 76            |
| 20     | N-GT      | 51 | Freisinger Motorsport                     | Bert Longin Gabriele Gardel                                    | Porsche 3.6L Flat-6         | D     | 76            |
| 21     | N-GT      | 90 | MAC Racing Scuderia Veregra               | Olivier Dupard Pierre Bes Marco Saviozzi                       | Porsche 911 GT3-R           | P     | 75            |
| 21     | N-GT      | 90 | MAC Racing Scuderia Veregra               | Olivier Dupard Pierre Bes Marco Saviozzi                       | Porsche 3.6L Flat-6         | P     | 75            |
| 22     | GT        | 2  | Konrad Motorsport                         | Franz Konrad Walter Lechner, Jr. Toni Seiler                   | Saleen S7-R                 | D     | 72            |
| 22     | GT        | 2  | Konrad Motorsport                         | Franz Konrad Walter Lechner, Jr. Toni Seiler                   | Ford 7.0L V8                | D     | 72            |
| 23     | GT        | 11 | Roos Optima Racing Team                   | Henrik Roos Magnus Wallinder                                   | Chrysler Viper GTS-R        | D     | 70            |
| 23     | GT        | 11 | Roos Optima Racing Team                   | Henrik Roos Magnus Wallinder                                   | Chrysler 8.0L V10           | D     | 70            |
| 24     | N-GT      | 58 | Auto Palace Competition                   | Steeve Hiesse Gianluca Ermolli                                 | Ferrari 360 Modena GT       | P     | 63            |
| 24     | N-GT      | 58 | Auto Palace Competition                   | Steeve Hiesse Gianluca Ermolli                                 | Ferrari 3.6L V8             | P     | 63            |
| 25     | N-GT      | 86 | JVG Racing                                | Jürgen von Gartzen Horst Felbermayr, Sr. Horst Felbermayr, Jr. | Porsche 911 GT3-R           | P     | 62            |
| 25     | N-GT      | 86 | JVG Racing                                | Jürgen von Gartzen Horst Felbermayr, Sr. Horst Felbermayr, Jr. | Porsche 3.6L Flat-6         | P     | 62            |
| 26     | GT        | 37 | Megadrive Racing Box                      | Stefano Zonca Piergiuseppe Perazzini Gabriele Matteuzzi        | Chrysler Viper GTS-R        | P     | 61            |
| 26     | GT        | 37 | Megadrive Racing Box                      | Stefano Zonca Piergiuseppe Perazzini Gabriele Matteuzzi        | Chrysler 8.0L V10           | P     | 61            |
| 27 NC  | N-GT      | 89 | Team Maranello Concessionaires            | Kelvin Burt Tim Mullen                                         | Ferrari 360 Modena GT       | D     | 58            |
| 27 NC  | N-GT      | 89 | Team Maranello Concessionaires            | Kelvin Burt Tim Mullen                                         | Ferrari 3.6L V8             | D     | 58            |
| 28 DNF | N-GT      | 71 | Mastercar                                 | Franco Bertoli Andrea Montermini "Base Up"                     | Ferrari 360 Modena N-GT     | Y     | 55            |
| 28 DNF | N-GT      | 71 | Mastercar                                 | Franco Bertoli Andrea Montermini "Base Up"                     | Ferrari 3.6L V8             | Y     | 55            |
| 29 DNF | GT        | 5  | Force One Racing Festina Carsport Holland | Mike Hezemans Anthony Kumpen Philippe Alliot                   | Chrysler Viper GTS-R        | P     | 50            |
| 29 DNF | GT        | 5  | Force One Racing Festina Carsport Holland | Mike Hezemans Anthony Kumpen Philippe Alliot                   | Chrysler 8.0L V10           | P     | 50            |
| 30 DNF | N-GT      | 99 | RWS Yukos Motorsport                      | Toto Wolff Stéphane Daoudi                                     | Porsche 911 GT3-RS          | P     | 44            |
| 30 DNF | N-GT      | 99 | RWS Yukos Motorsport                      | Toto Wolff Stéphane Daoudi                                     | Porsche 3.6L Flat-6         | P     | 44            |
| 31 DNF | GT        | 16 | Wieth Racing                              | Wolfgang Kaufmann Vittorio Zoboli Massimo Carli                | Ferrari 550 Maranello       | D     | 42            |
| 31 DNF | GT        | 16 | Wieth Racing                              | Wolfgang Kaufmann Vittorio Zoboli Massimo Carli                | Ferrari 6.0L V12            | D     | 42            |
| 32 DNF | N-GT      | 64 | AB Motorsport                             | Renato Premoli Bruno Barbaro Antonio De Castro                 | Porsche 911 GT3-RS          | D     | 40            |
| 32 DNF | N-GT      | 64 | AB Motorsport                             | Renato Premoli Bruno Barbaro Antonio De Castro                 | Porsche 3.6L Flat-6         | D     | 40            |
| 33 DNF | N-GT      | 75 | Team Eurotech                             | Godfrey Jones David Jones                                      | Porsche 911 GT3-RS          | D     | 28            |
| 33 DNF | N-GT      | 75 | Team Eurotech                             | Godfrey Jones David Jones                                      | Porsche 3.6L Flat-6         | D     | 28            |
| 34 DNF | GT        | 18 | Zwaan's Racing                            | Arjan van der Zwaan Rob van der Zwaan Klaus Abbelen            | Chrysler Viper GTS-R        | D     | 14            |
| 34 DNF | GT        | 18 | Zwaan's Racing                            | Arjan van der Zwaan Rob van der Zwaan Klaus Abbelen            | Chrysler 8.0L V10           | D     | 14            |
| 35 DNF | GT        | 19 | Creation Autosportif                      | Paul Knapfield Jean-Marc Gounon                                | Lister Storm                | D     | 14            |
| 35 DNF | GT        | 19 | Creation Autosportif                      | Paul Knapfield Jean-Marc Gounon                                | Jaguar 7.0L V12             | D     | 14            |
| 36 DNF | N-GT      | 61 | EMKA Racing                               | Emmanuel Collard Tim Sugden                                    | Porsche 911 GT3-R           | D     | 10            |
| 36 DNF | N-GT      | 61 | EMKA Racing                               | Emmanuel Collard Tim Sugden                                    | Porsche 3.6L Flat-6         | D     | 10            |
| 37 DNF | GT        | 8  | Graham Nash Motorsport                    | Ni Amorim Miguel Ramos António Coimbra                         | Saleen S7-R                 | D     | 5             |
| 37 DNF | GT        | 8  | Graham Nash Motorsport                    | Ni Amorim Miguel Ramos António Coimbra                         | Ford 7.0L V8                | D     | 5             |
| 38 DNF | N-GT      | 57 | MenX                                      | Jaroslav Janiš Robert Pergl                                    | Ferrari 360 Modena GT       | D     | 2             |
| 38 DNF | N-GT      | 57 | MenX                                      | Jaroslav Janiš Robert Pergl                                    | Ferrari 3.6L V8             | D     | 2             |
| DNS    | GT        | 36 | Reiter Engineering                        | Rinaldo Capello Tom Kristensen                                 | Lamborghini Murciélago R-GT | M     | –             |
| DNS    | GT        | 36 | Reiter Engineering                        | Rinaldo Capello Tom Kristensen                                 | Lamborghini 6.0L V12        | M     | –             |
| DNS    | N-GT      | 70 | Yellow Racing                             | Fabio Venier Jonathan Cochet                                   | Ferrari 360 Challenge       | P     | –             |
| DNS    | N-GT      | 70 | Yellow Racing                             | Fabio Venier Jonathan Cochet                                   | Ferrari 3.6L V8             | P     | –             |